# Ellen Stewart
Ellen Stewart (Alexandria, 7 novembre 1919 – New York, 13 gennaio 2011) è stata una regista, coreografa, drammaturga, direttrice artistica e impresario teatrale statunitense, fondatrice del Cafè La MaMa a New York.

## Biografia
Ellen Stewart nasce ad Alexandria in Louisiana ma cresce a Chicago. È figlia di un sarto e di un'insegnante che divorziano quando lei è ancora giovane. Fin da piccola coltiva un sogno: diventare stilista, ma secondo una legge in vigore nell'Illinois, non può iscriversi alla scuola di design, essendo nera.
Nel 1939, diventa la seconda moglie di Larry Lebanus Hovell (Agosto 1910 - ottobre 1963), un cameriere di Chicago anche lui nativo di Alexandria; nel 1940 hanno un figlio, Larry Lebanus Hovell II, che, dopo aver combattuto in Vietnam, diventa avvocato e uomo d'affari molto stimato a Green Bay (Wisconsin), nonché amministratore alla Plymouth. Muore nel 1998 a 58 anni.
Ellen sul finire degli anni '40 continua a coltivare la sua passione per il design di moda; una scuola che ammette allievi neri è a San Francisco, un'altra a New York; lei, per scegliere fra le due città, si affida al lancio di una monetina, testa o croce.
Arriva a New York nel 1950. Presto trova un impiego da Saks Fifth Avenue nel reparto corsetteria: rifinisce i capi confezionati tagliandone i fili in eccesso. È il suo trampolino di lancio, ben presto infatti le clienti notano i vestiti che indossa sotto il camice blu (obbligatorio per le persone di colore), e cominciano a chiedere modelli "come quelli indossati dalla modella nera". In pochi mesi la sua qualifica professionale si trasforma in fashion designer, attività che continuerà a svolgere fino al 1970 circa, anche per altri grandi magazzini quali Bergdorf Goodman, Lord & Taylor e Henri Bendel.
Dopo anni di successi nei grandi magazzini, decide di mettersi in proprio e di proporsi come designer freelance. Ha bisogno quindi di uno spazio dove lavorare ed esporre le proprie creazioni.

### Cafè la MaMa
Tra gli amici più stretti conta due drammaturghi, Paul Foster e Fred Light, (suo vicino di casa a Chicago), entrambi alla continua ricerca di spazi dove presentare i propri lavori. Ellen intuisce che aiutando loro potrebbe aiutare anche se stessa, perciò risponde rapidamente ad un annuncio: "affittasi cantina", al 321 della Nona Strada, nel Lower East Side, a Manhattan. 

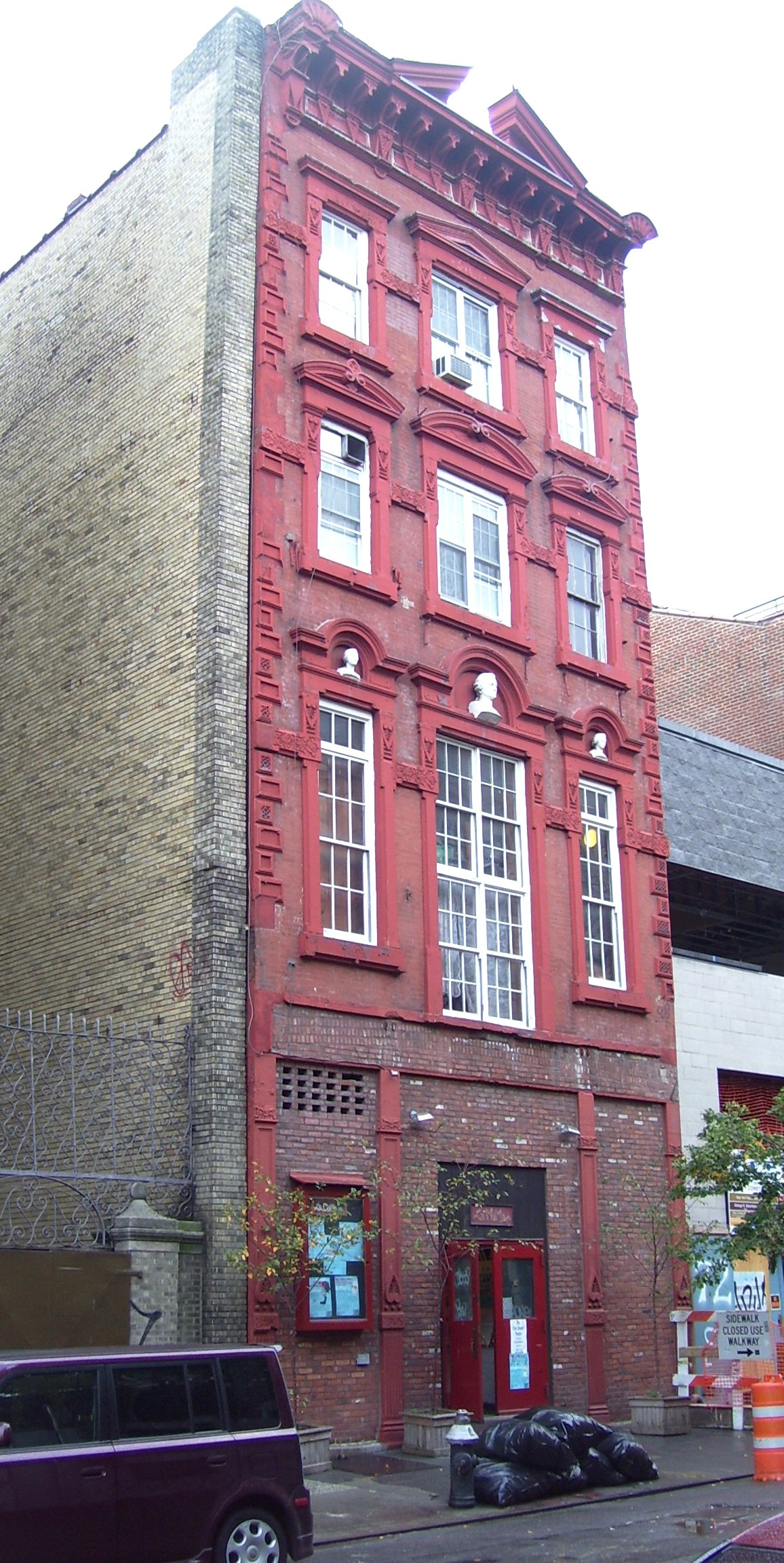
La MaMa a Manhattan. Il palazzo ospita uffici amministrativi e tre dei teatri di La MaMa Experimental Theatre Club (La Mama ETC)(2010)

 Il suo intento è avviare una boutique/teatro, una casa/bottega, dove sia lei sia gli amici possano sperimentare creatività e inventiva. Lo scantinato, affittato per 50 dollari al mese, è solo una piccola stanza. Di giorno Ellen disegna, progetta e realizza abiti, li espone come fosse in una boutique; di notte gli amici autori sperimentano nuovi testi, li leggono e li sottopongono alla pratica scenica per un ristretto numero di persone, come in un teatro.
È l'ottobre del 1961, Ellen Stewart, senza alcuna esperienza di teatro, fonda e sviluppa uno dei teatri sperimentali più influenti del mondo, una grande e stimolante officina, un alveare multiculturale di teatro d'avanguardia internazionale. Nasce così il Cafè La MaMa, (Mama è l'affettuoso nomignolo con cui Ellen viene chiamata dagli amici) luogo successivamente conosciuto come La MaMa E.T.C. (Experimental Theatre Club), e diviene uno dei più importanti e famosi spazi Off-Off-Broadway, dove si dà voce a testi mai ascoltati e visibilità agli emarginati del sistema dello spettacolo, artisti in fuga dalla società conformista, strutturalmente diversi dai colleghi inseriti nel consueto sistema professionistico.
La MaMa produce e propone spettacoli con pochi soldi. Gli stipendi sono minimi, i prezzi dei biglietti bassi e gli utili inesistenti. Per anni Ellen stessa spesso spazza il marciapiede di fronte al teatro e sostiene la sua famiglia di artisti, i suoi figli, come lei stessa li chiama, con i soldi che continua a guadagnare disegnando vestiti. Offre ospitalità completa a drammaturghi e registi ogni volta che può.
(Ellen Stewart, in Ruggero Bianchi, Erano tutti miei figli, l'antica saggezza del nuovo, "Prima fila", n. 103, febbraio 2004)

Tutte le sere, prima dell'inizio dello spettacolo, saluta il pubblico suonando un campanellino e dicendo: 
Con l'aiuto economico di 25.000 dollari da parte della Fondazione Ford, nel 1969 La MaMa può acquistare e trasferirsi nella sede attuale, al 74A East 4th Street. Questo nuovo edificio conta quattro piani. Due vengono destinati a sale teatrali (una da 100 posti e un teatro-cabaret flessibile chiamato Club da 75 posti), il terzo a botteghino, uffici amministrativi e archivio, il quarto e ultimo piano è l'appartamento di Ellen.
Nel 1970 si aggiunge uno spazio laboratoriale al numero 47 della Quinta Strada, conosciuta come Great Jones Street. Diviene un luogo di incontro e di ricerca per artisti con esperienze molto diverse alle spalle, distanti dal punto di vista culturale ed etnico.
Nel marzo 1964, dopo aver traslocato ben 3 volte, il Cafè La MaMa si trasforma in La MaMa Experimental Theatre Club, o La MaMa ETC. Diventa club per soli soci per cercare di arginare multe e continui provvedimenti di chiusura per problemi di agibilità, che l'ufficio licenze e l'ufficio della salute dispongono, spesso sollecitati dal vicinato. Più volte Ellen, non in regola con i documenti, viene arrestata.
Nel 1974 la società acquisisce un terzo stabile, un ex studio televisivo, al numero 66 in fondo alla stessa strada; comunemente chiamato Annex, comprende uno spazio teatrale flessibile da 299 posti e, al piano superiore, un dormitorio per gli artisti ospiti. Nel novembre 2009, in occasione del 90º compleanno di Ellen, l'Annex viene ufficialmente ribattezzato Ellen Stewart Theatre.

### Ellen regista, coreografa, autrice
A metà degli anni '80 Ellen comincia a ideare, adattare e dirigere le proprie produzioni, scrive libretti e testi, compone musiche, mettendo a frutto l'esperienza scenica e il sapere maturati in anni di collaborazione con Andrei Sęrban ed Elizabeth Swados.
La sua prima regia ufficiale è per lo spettacolo The cotton club gala del 1975, ma diventa regista principale della Great Jones Repertory Company solo nel 1985 con lo spettacolo Mythos Oedipus. Per lei i miti greci sono il punto di partenza, la sua fonte principale. Elabora una propria versione delle storie greche, le riletture di Sofocle e di Euripide sfociano spesso in scelte sorprendenti e imprevedibili. Nulla è preordinato: le decisioni in merito a costumi, coreografie, orchestrazioni e arrangiamenti vocali vengono prese durante le prove, gli stessi attori vengono scelti nel divenire della messa in scena.
Antigone e Perseus sono spettacoli quasi interamente ballati e cantati, le poche parti recitate sono di solito in greco o latino. Le origini da stilista riecheggiano lungo tutta la sua opera. Le sue produzioni sono sempre molto spettacolari, il gusto per i colori spazia da quelli vivaci primari, al kitsch luccicante, sino ad una sobrietà fastosa ed elegante. Nella sua compagnia chiamata Great Jones Company, sono rappresentate circa una ventina di nazionalità.

### Ellen Stewart nel mondo
Nonostante le difficoltà, La MaMa diventa un trampolino di lancio per un impressionante numero di promettenti drammaturghi, registi, coreografi, designer e attori, sia famosi, sia agli inizi della loro carriera. In mezzo secolo di attività ha creato una vera e propria casa per generazioni di artisti. Tra loro attori come Al Pacino, Robert De Niro, Harvey Keitel, F. Murray Abraham, Olympia Dukakis, Richard Dreyfuss, Bette Midler, Diane Lane e Nick Nolte; autori come Sam Shepard, Israel Horovitz, Lanford Wilson, Harvey Fierstein, María Irene Fornés, Tom Eyen, Jean-Claude van Itallie e Adrienne Kennedy; compositori quali Elizabeth Swados, Philip Glass, Stephen L. Schwartz, John Moran, Patti Smith; registi tipo Robert Wilson, Tom O'Horgan (autore del musical Hair), Richard Foreman, Joseph Chaikin, Julian Beck, Meredith Monk, Ping Chong. Tra gli artisti non americani: Peter Brook, Jerzy Grotowski, Tadeusz Kantor, Kazuo Ohno, Andrei Serban. E gli italiani Mario Martone, Memè Perlini, Giancarlo Nanni, Giorgio Barberio Corsetti, Dario D'Ambrosi, Andrea Paciotto, Marco Martinelli e Ermanna Montanari ecc.

Crede in maniera appassionata nella capacità del teatro di superare ogni barriera culturale e linguistica, di unire le persone nell'esaltazione della diversità e della libertà culturale.
Allarga quindi lo sguardo oltre i confini degli Stati Uniti, anche in termini di programmazione teatrale, organizzando tournée e viaggiando al seguito del La MaMa Troupe.
La sua missione è la scoperta di nuovi talenti da sostenere e promuovere, va a cercarli all'estero e intanto pianta i semi del La MaMa ovunque vada; satelliti del la MaMa germogliano da Tel Aviv a Tokyo, a Melbourne, Londra, Parigi, Amsterdam, Toronto, Singapore, Belgrado, Praga, Libano, Marocco, nelle Filippine, in Corea del Sud, in Uganda e in Italia a Spoleto. Attualmente (aprile 2013) sono ancora attivi La MaMa Melbourne, La MaMa Tokyo e La MaMa Umbria International a Spoleto.
Ellen diventa famosa in tutto il mondo ed è considerata una delle più importanti figure del teatro internazionale.

### La MaMa in Italia
- 1967, La MaMa arriva in Italia per la prima volta su invito del maestro Giancarlo Menotti nell'ambito del Festival dei Due Mondi di Spoleto, durante il terzo tour europeo del gruppo La MaMa Troupe. Gli spettacoli presentati sono: Tom Paine di Paul Foster con la regia di Tom O'Horgan e Sarah B. Divine, un'insolita biografia musicale di Sarah Bernhardt, di Tom Eyen che ne cura anche la regia.
- 1970, di nuovo al Festival dei Due Mondi con Arden of Faversham di Anonimo, con la regia di Andrei Sęrban, al Teatrino delle sei.
- 1972, ancora al Festival dei Due Mondi, Medea di Andrei Sęrban, con musiche composte da Elizabeth Swados, al Teatrino delle sei.

Ellen si innamora della città di Spoleto e nel 1973 acquista un appartamento in centro storico, in piazza Campello.
- 1975, alla Biennale di Venezia viene presentato Fragments of a trilogy, regia di Andrei Sęrban, con musiche composte da Elizabeth Swados.
- 1979, al Festival di Taormina, debutta The Architect and the Emperor of Assyria di Fernando Arrabal, regia di Tom O'Horgan.
- 1985, al Teatro Eliseo di Roma nell'ambito del progetto La Pasqua del Teatro, ideato e diretto da Maurizio Scaparro, lo spettacolo presentato è Jerusalem scritto, diretto e composto interamente da Elizabeth Swados.
- 1987, di nuovo al Festival dei Due Mondi con Fragments of a trilogy, regia di Andrei Sęrban, con musiche composte da Elizabeth Swados, a Villa Redenta di Spoleto.
- 2005, di nuovo alla Biennale di Venezia su invito di Maurizio Scaparro, nell'ambito del Festival del Teatro 2006. Presenta Il corvo di Carlo Gozzi, ideazione, regia e musica di Ellen Stewart, recitato in cinese.

### La MaMa Umbria International

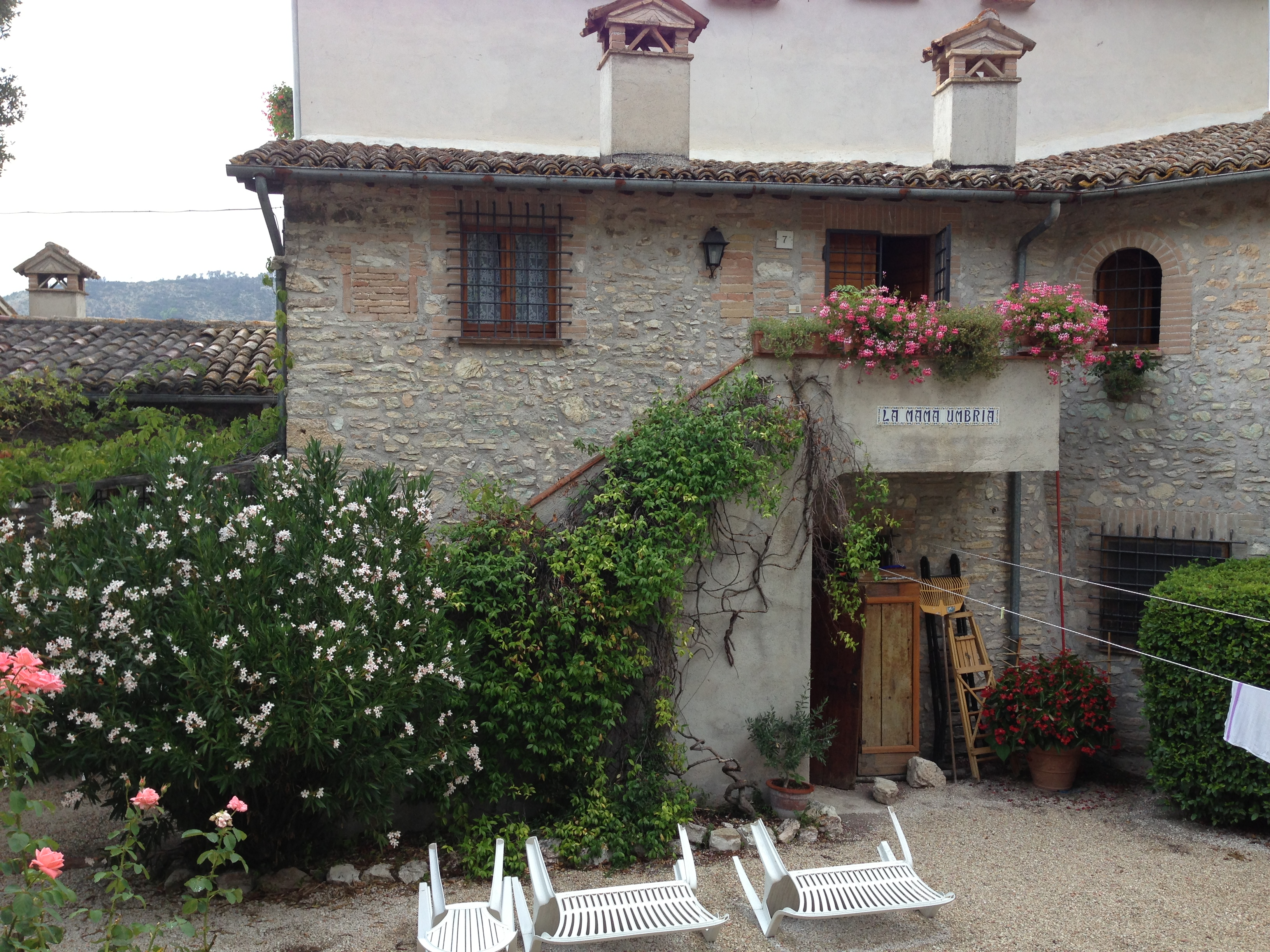
La MaMa Umbria - Ingresso principale

Ellen per le sue numerose attività, ha ricevuto moltissime lauree ad honorem, premi e riconoscimenti.
Grazie al premio in denaro ricevuto dal MacArthur Fellowship nel 1985 acquista un ex monastero del 1200 in Umbria, nella campagna spoletina, dove nel 1990 fonda La MaMa Umbria International, sede europea del teatro newyorchese, luogo di lavoro e studio per artisti di teatro di tutto il mondo.
Nel corso di oltre 20 anni di attività, La MaMa Umbria ha presentato moltissimi eventi: circa trenta spettacoli di teatro e danza, concerti, mostre, conferenze e perfino un piccolo Festival estivo annuale curato dalla stessa Ellen. Negli ultimi dieci anni una delle attività principali, oltre a workshop, mostre d'arte e conferenze, è stata quella dell'alta formazione, con corsi tenuti da docenti e artisti di caratura internazionale.
Ogni anno La Mama Spoleto Open, in collaborazione con il Festival dei Due Mondi e con il patrocinio artistico del La Mama E.T.C. di New York, dedica ad Ellen Stewart un evento speciale: una rassegna di compagnie nazionali e internazionali che presentano novità teatrali durante tutta l'estate.

## La MaMa di tutti
È praticamente impossibile scindere la biografia di Ellen Stewart dalla storia del La MaMa.
Fin dagli anni '60 l'appellativo La MaMa acquista un triplice significato: individua gli spazi/teatri gestiti da Ellen, le formazioni stanziali in sede o in tournée, e indica affettuosamente la "mamma" di tutti, lei, Ellen Stewart, una donna semplice e accogliente, diretta e autoritaria come una madre, con un intuito e una sensibilità straordinarie e un'ottima capacità organizzativa.

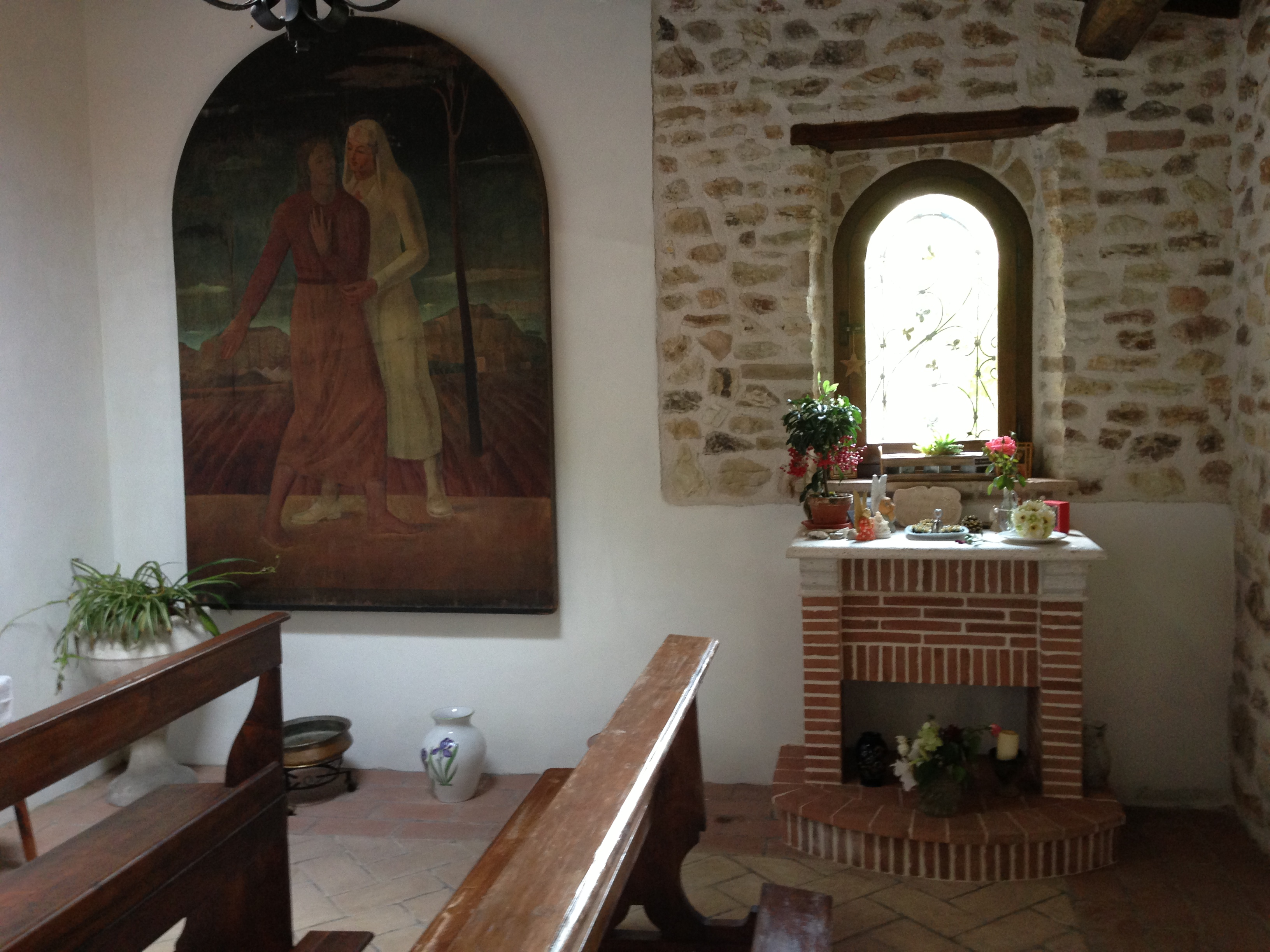
Interno della chiesetta de La MaMa Umbria: altarino che custodisce le ceneri di Ellen Stewart

Ellen, a causa di problemi cardiaci, muore il 13 gennaio 2011 a New York. Le sue ceneri sono conservate nella piccola cappella all'interno del La MaMa Umbria International a Spoleto.
Attualmente La MaMa E.T.C. è diretta da Mia Yoo
Nell'autunno del 2011 Mia Yoo ha annunciato l'istituzione di un premio in ricordo di Ellen Stewart. Il premio, che sarà consegnato da Sam Shepard, verrà assegnato ogni anno ad un artista che "incarna lo spirito pionieristico che la signora Stewart ha incoraggiato a La MaMa".
Nel maggio 2012 le è stata dedicata una strada a Manhattan, davanti alla sede del suo teatro.

La sua missione continua a regolare e ispirare l'attività attuale: 
(www.lamama.org)

## Premi e riconoscimenti
Per un elenco completo dei premi, dei riconoscimenti e delle lauree ad honorem assegnate ad Ellen Stewart consultare: www.lamama.org.